# Cylia
 (octobre 2022).
Cylia Assohou, née le 12 mars 1987 à Cannes, est une chanteuse française d'origine ivoirienne.

## Biographie
Jeune, Cylia reprend les standards de Whitney Houston. Ses parents l'encouragent. À 13 ans, elle remporte un concours de chant, Les Jades d'Or de Sainte-Maxime. En 2001, elle remporte l'émission Graines de Star, diffusée sur M6, en interprétant une chanson composée par David Hallyday et écrite par Éric Chemouny, Un Monde à refaire. Le single est disque d'or et se vend à plus de 250 000 exemplaires.
En 2006, son 1er album, Le vertige, composé par David Hallyday, sort.
En 2008, Cylia doit sortir un second album Vis tes rêves, et son 1er single Le choix. Un mois avant la sortie, le producteur fait faillite, le projet avorte.
En 2012, elle participe à un nouveau spectacle musical de Pascal Obispo, Adam et Ève : La Seconde Chance. Elle joue le rôle principal, Ève. Le spectacle est joué au Palais des sports de Paris, du 31 janvier 2012 au 25 mars 2012. Elle participe au single caritatif Je reprends ma route, en faveur de l'association Les voix de l'enfant.
En 2016, elle interprète la femme de Moïse « Sephora » dans la reprise de Les Dix Commandements, qui se jouera à l'Accor Arena de Paris, et dans des villes de France. Elle collabore aussi avec de grands noms tels que : Élie Chouraqui et Kamel Ouali.
En 2018, Cylia signe pour sa 3e comédie musicale The Bodyguard, dans le rôle de Nicki Marron. Les critiques sont favorables. 
Pour la reprise du Le Roi Lion à Paris en 2020, Cylia est engagée par la production Stage Entertainment pour le rôle de Nala au Théâtre Mogador. Covid et confinement obligent, le spectacle sera reporté trois fois. Il se joue finalement en novembre 2021, fait salle comble durant toute la saison. Son rôle de Nala lui vaut une nomination aux Molières, et aux trophées de la comédie musicale.
Cylia intègre le milieu des soirées privées pour les plus grandes marques, par exemple Elie Saab, Hublot, L'Oréal, Vuitton ou Mercedes.
Depuis septembre 2019, elle assure le doublage des dessins animés et des films musicaux : Jingle Jangle : Un Noël enchanté, Schmigadoon!, Les Trolls 2 : Tournée mondiale ou encore Sacrées Momies.
Le 26 septembre 2022, Cylia lance son projet DreamStory sur un modèle participatif.
Le 25 février 2023, elle participe à la 12e saison de The Voice et rejoint l'équipe d'Amel Bent. Elle est éliminée lors des battles.

## Discographie

### Singles
- 2006 : Plus de mal que de bien (Mercury)
- 2002 : Tant qu'il nous reste (Mercury)
- 2001 : Un monde à refaire (Disque d'or)[8],[9]

### Album
- 2006 : Le Vertige (Mercury)

## Concept DreamStory
- 2022 : Lancement du concept DreamStory[10] : 12 étapes pour réaliser mon rêve[11]

## Comédies musicales
- 2021-2022 : Nala dans Le Roi Lion[12] au Théâtre Mogador
- 2019 : Nicki Marron dans The Bodyguard[13] au Palais des sports de Paris
- 2017-2018 : Séphora dans Les 10 Commandements[14] au Palais omnisports de Paris-Bercy
- 2012 : Eve dans Adam et Ève : La Seconde Chance au Dôme de Paris - Palais des Sports

## Doublage

### Films
- 2020 : Jingle Jangle : Un Noël enchanté : Jessica Jangle (voix chantée) (Anika Noni Rose)
- 2024 : Wicked : Elphaba Thropp (voix chantée) (Cynthia Erivo)

### Films d'animation
- 2020 : Les Trolls 2 : Guibole (voix chantée)
- 2023 : Sacrées Momies : Aïda

### Séries
- 2021 : Schmigadoon! : Emma Tate / Emcee (voix chantée) (Ariana DeBose)

## Livres sonores
- 2020 : Mes premières chansons de princesses aventurières : Pocahontas et La petite sirène

## Récompenses
- 2001 : Gagnante de l'émission TV Graines de star
- 2001 : Disque d'or pour le single Un monde à refaire